# Foce (Genua)

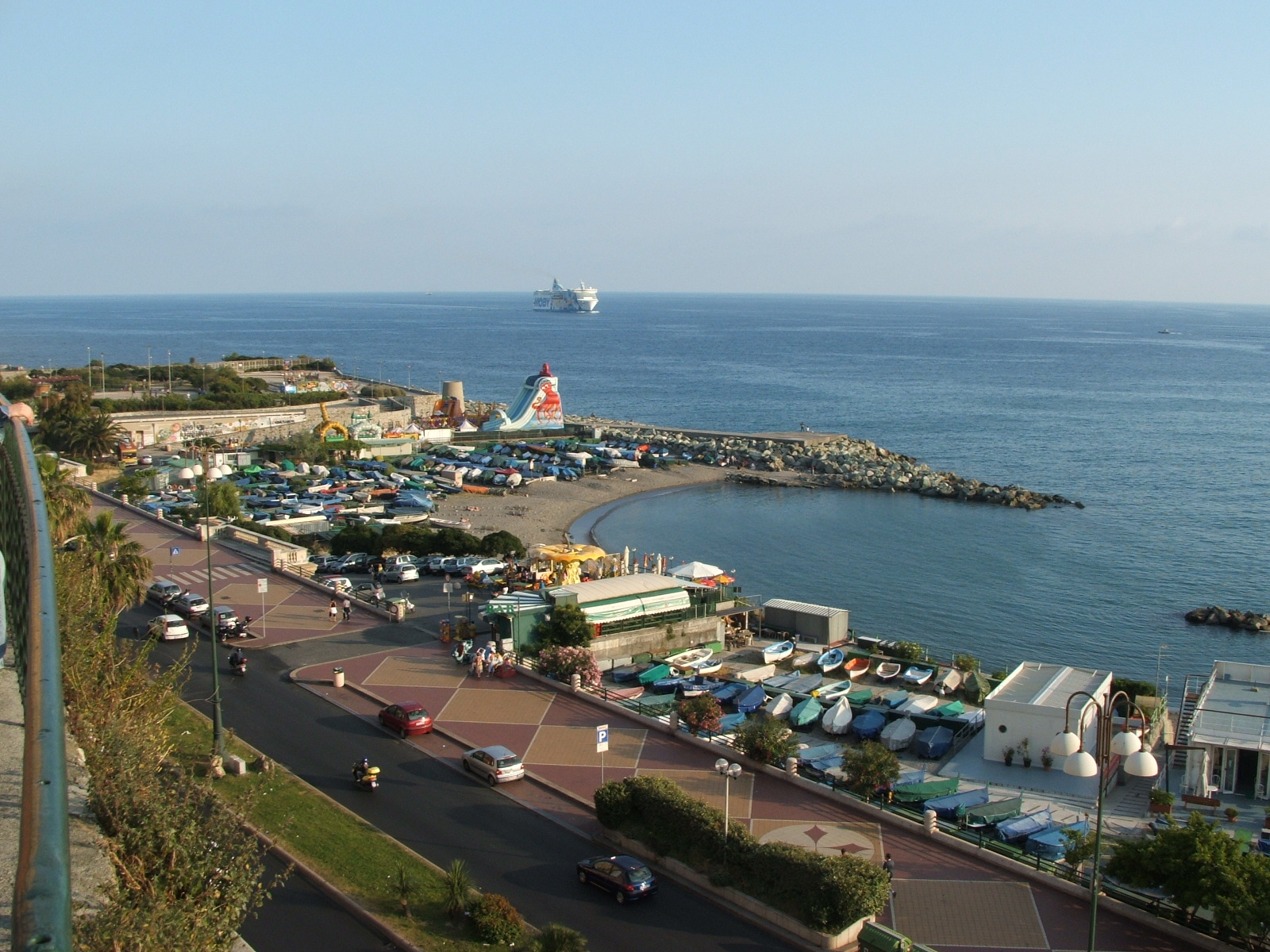
Der Küstenabschnitt von Foce

Foce ist ein Wohnviertel der italienischen Hafenstadt Genua. Der Stadtteil liegt direkt am Ligurischen Meer, östlich des Stadtzentrums, in dem Mündungsgebiet des Flusses Bisagno. Tatsächlich wird der Begriff Foce mit Flussmündung ins Deutsche übersetzt.
Über die Viale delle Brigate Partigiane  und die Viale Brigata Bisagno ist Foce vom Bahnhof Genova Brignole zu erreichen. Die Entfernung zu diesem beträgt ungefähr 1,5 Kilometer.
Das Stadtviertel gehört zu dem Munizip VIII Medio Levante. Es besteht seinerseits aus den Ortsteilen Foce und Bisagno und umfasst eine Bevölkerung von 16.288 Einwohnern.
Laut einer Untersuchung der italienischen Tageszeitung Il Secolo XIX aus dem Jahr 2007 lebten im Ortsteil Foce 6500 Menschen von denen 3,32 % älter als 65 Jahre waren. Das macht Foce zu dem Ortsteil mit der ältesten Bevölkerung Genuas.